# The Crow & the Butterfly
«The Crow & the Butterfly» es el quinto sencillo de la banda de rock estadounidense Shinedown de su álbum The Sound of Madness (2008) lanzado el 6 de abril de 2010. La canción fue escrita por el cantante principal de Shinedown, Brent Smith. La canción se presentó en 2007, en una sesión acústica en The Buckethead Show.
The Crow & the Butterfly – EP fue lanzado en iTunes el 27 de julio de 2010, que incluía la canción original, "The Crow & the Butterfly (pull mix)", el video musical de la canción y un folleto digital.

## Significado de la letra
Brent Smith explicó en un programa de entrevistas de radio, Rockline, que mientras la banda escribía el nuevo álbum, tuvo un sueño sobre una madre cuya hija murió un mes antes de que naciera su hijo Trevor. Escribió la canción sobre la madre lidiando con la muerte de su hijo y tratando de seguir adelante.
En un blog del sitio web de Shinedown, Brent Smith dijo lo siguiente sobre la canción: "Para mí, líricamente, esta fue una de las historias más intensas que he escrito. Pero sé que la canción significa algo diferente para todos".

## Video musical
El video musical de "The Crow & the Butterfly" fue dirigido por Hannah Lux Davis. Fue filmada el 24 de junio de 2010, que es el segundo aniversario de The Sound of Madness. Se publicó una foto del set, que parecía ser una gran habitación en una mansión. El 17 de julio de 2010, el video musical se estrenó en Yahoo Music. El video comienza con la banda tocando en un escenario mientras un grupo de personas misteriosas vestidas con sus ropas negras cenan y dejan sus cubiertos. Entonces, una mujer con una lágrima de rímel negro en los ojos entra y ve a la gente terminando su cena. Durante la escena de baile y el coro, la niña decidió ir entre la gente mientras buscaba a un niño. Durante el puente, llegó demasiado tarde para encontrarlo y encontró al hombre que se acercó a ella mientras se transformaba en la banda. Le da a la niña el relicario y le susurra al oído. El video termina con el niño y la banda alejándose hacia la luz mientras la niña mira a la cámara.

## Posicionamiento en lista
| Lista (2010)                          | Posición |
| ------------------------------------- | -------- |
| Canadian Hot 100                      | 51       |
| U.S. Billboard Hot 100                | 97       |
| U.S. Billboard Mainstream Rock Tracks | 1        |
| U.S. Billboard Hot Rock Songs         | 1        |
| U.S. Billboard Alternative Songs      | 6        |